# Maia Sanduová
Maia Sanduová, nepřechýleně Sandu, (* 24. května 1972, Risipeni, okres Fălești) je moldavská politička, 6. prezidentka Moldavské republiky, která mezi červnem a listopadem 2019 působila jako premiérka.

## Mládí avzdělání
Narodila se 24. května 1972 ve vesnici Risipeni v okrese Fălești v tehdejší Moldavské SSR. V roce 1989 začala studium na Moldavské akademii ekonomických studií (Academia de Studii Economice a Moldovei) v Kišiněvě, které zakončila v roce 1994 bakalářským titulem z ekonomie. V roce 1998 získala magisterský titul v oboru mezinárodních vztahů na Akademii veřejné správy při vládě Moldavské republiky (Academia de Administrare Publică de pe lângă Președintele Republicii Moldova). Mezi lety 2010–2019 studovala magisterský program ve veřejné správě na John F. Kennedy School of Government Harvardovy univerzity. Kromě mateřské rumunštiny mluví plynně anglicky a rusky. Pracovala pro Světovou banku, nejdříve pro její moldavskou kancelář v letech 1998–2005 a později mezi lety 2010–2012 jako poradkyně jednoho z 25 výkonných ředitelů v sídle Světové banky ve Washingtonu, D.C.

## Politická kariéra
Mezi lety 2012 a 2015 zastávala post ministryně školství v kabinetech Vlada Filata, Iurie Leancy a Chirila Gaburiciho. V červenci 2015 byla jednou z možných kandidátek proevropské Liberální demokratické strany Moldavska na premiérku po Gaburiciho rezignaci v červnu 2015.
 Maia Sanduová podmínila přijetí této funkce odvoláním guvernéra Moldavské národní banky Dorina Drăguțanu a státního zástupce Corneliu Gurina v návaznosti na zmizení jedné miliardy amerických dolarů z bankovního systému. Nakonec prezident Nicolae Timofti pověřil úřadem Valeriu Strelețe.

### Ministryně školství

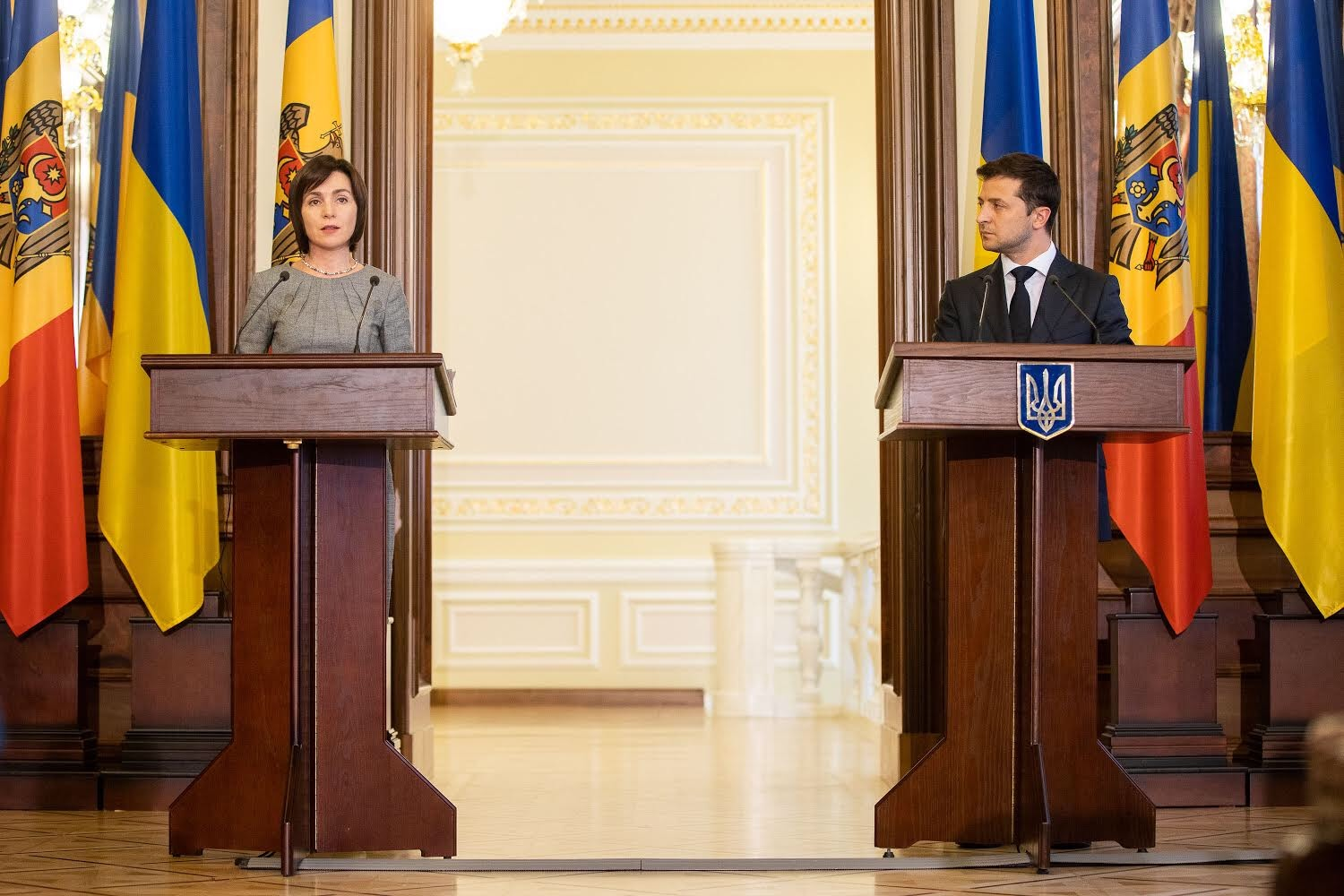
Maia Sanduová na schůzi s ukrajinským prezidentem Volodymyrem Zelenským v červenci 2019

Od 24. července 2012 do 30. července 2015 působila Maia Sanduová jako ministryně školství. Krátce po jejím jmenování začala s řadou reforem. Zejména byla změněna pravidla pro provádění národních zkoušek na středních a vysokých školách. Snažila se tak zabránit podvádění během testů. U vchodu škol byly instalovány detektory kovů a učebny byly vybaveny kamerami. Studenti, kteří byli přistihnuti, že během písemného testu podváděli, ztratili právo zkoušku opakovat. Změny byly společností přijímány kontroverzně, neboť mnoho občanů a politiků se domnívalo, že taková kontrola u zkoušek na studenty vyvíjí silnou psychickou zátěž. Další změnou bylo upřednostnění výuky anglického jazyka na úkor ruského. Od roku 2014 je tedy podle učebních osnov angličtina povinným předmětem pro všechny a ruština pouze předmětem volitelným.

### Prezidentské volby 2016
23. prosince 2015 založila politické hnutí, ze kterého později vznikla Strana akce a solidarity (Partidul Acțiune și Solidaritate), za kterou kandidovala v přímých prezidentských volbách 2016. V prvním kole získala 38,2 % jako druhá po Igoru Dodonovi s 48,5 %. Ve druhém kole zvítězil Igor Dodon s 52,11 % proti 47,89 % Maii Sanduové.

### Premiérka Moldavska
V parlamentních volbách v roce 2019 její PAS vytvořila společně se stranou PPDA (Partidul Platforma Demnitate și Adevăr) vedenou Andreiem Năstasem proevropský volební blok ACUM, který získal 26 ze 101 křesel jednokomorového parlamentu. 8. června byla Maia Sanduová parlamentem zvolena premiérkou v koaliční vládě vytvořené s vítěznou Stranou socialistů Moldavské republiky (PSRM). Ještě téhož dne prohlásil ústavní soud Moldavska jmenování její vlády protiústavní a odebral pravomoce prezidenta Igoru Dodonovi, což vyvolalo ústavní krizi. Avšak 15. června ústavní soud toto stanovisko změnil a uznal vznik její vlády v souladu s ústavou a potvrdil Dodonovy pravomoce prezidenta.
Socialisté, koaliční partner strany ACUM, vyvolal po neshodách ohledně procesu jmenování generálního prokurátora 12. listopadu 2019 hlasování o důvěře její vládě. Ze 101 poslanců se 63 postavilo proti Maie Sanduové a ta byla tedy nucena podat demisi. Po dvou dnech byl jmenován jako její nástupce Ion Chicu, bývalý ministr financí, který se zavázal prohloubit vztahy s Evropskou unií.

### Prezidentské volby 2020
Čtyři roky po neúspěšných volbách opět kandidovala na post prezidenta a 1. listopadu 2020 postoupila do druhého kola z prvního místa s 36 % hlasů před obhajujícím Dodonem s 33 %. Maia Sanduová znovu vedla proevropskou kampaň a přislíbila finanční podporu z Evropské unie, Dodonovi naopak vyjádřil podporu Vladimir Putin. Ve druhém kole, konaném 15. listopadu, získala podle konečných výsledků 57,7 % hlasů, čímž dosáhla dosud v Moldavsku ojedinělého výsledku a nebývalé legitimity. Stávající prezident Igor Dodon uznal den po volbách porážku a Maie Sanduové k vítězství pogratuloval. Vyzval také občany ke klidnému předání moci bez protestů. Protesty probíhaly proti premiéru Chicuovi po několik týdnů. Chicu 23. prosince rezignoval se záměrem vyhlásit nové parlamentní volby. Maia Sanduová složila prezidentskou přísahu během ceremonie 24. prosince 2020 a stala se tak oficiálně 6. prezidentkou Moldavské republiky. Maia Sanduová se tak stala vůbec první ženou v úřadu a také první proevropskou silou v této funkci, i když sama sebe prezentuje jako pragmatickou političku, která je pro vyváženou zahraniční politiku a dialog mezi všemi zeměmi včetně Ukrajiny, Rumunska, evropských zemí, Ruska i Spojených států. Kvůli zákonu, který zamezuje členství prezidenta v politické straně, formálně opustila Stranu akce a solidarity.

### Prezidentství
Maia Sanduová se soustředila na reformní program a ukončení orientace zahraniční politiky výlučně na Rusko, jak ji nastolil Dodon. Přivítala rumunského prezidenta Klause Iohannise, zástupce v této funkci přitom nebyl v zemi 6 let. S Volodymyrem Zelenskym se v Kyjevě domluvila na strategickém partnerství a navštívila také Brusel. Na základě jejích cest Rumunsko věnovalo Moldavsku dvě stě tisíc dávek vakcíny Pfizer/Biontech proti covidu-19 a EU poslala na zvládnutí pandemie covidu 15 milionů eur. Dále vystupovala proti stále trvajícím zbytkům oligarchického systému (ztělesněného například Vladem Plahotniucem nebo Ilanem Šorem) a proti korupci obecně.

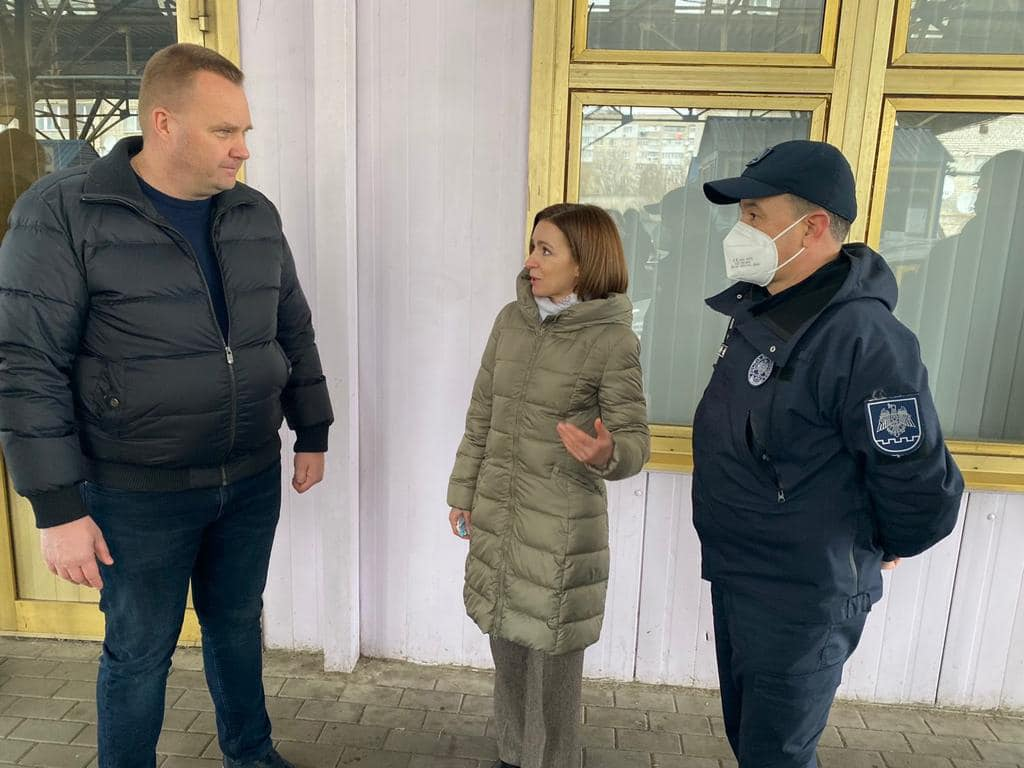
Maia Sanduová na moldavsko-ukrajinské hranici, 27. února 2022

Na začátku května 2021 se podařilo Maie Sanduové rozpustit parlament ovládaný stranou PSRM proruského exprezidenta Igora Dodona. Doufala přitom, že výsledkem bude ustanovení proevropské reformní vlády. Ta je klíčem v boji proti korupci, protože v moldavském systému má samotný prezident poměrně slabší pravomoci. Termín voleb vyhlásila na 11. července 2021. Situace v zemi, kterou lze označit za krizi, se po rozpuštění parlamentu ještě zhoršila a napětí mezi frakcemi vzrostlo, takže predikce vývoje ohledně voleb a jejich výsledku byla v době krátce po rozpuštění nejistá. V předčasných volbách vyhrála s pohodlnou většinou 63 ze 101 mandátů „její“ Strana akce a solidarity. Maia Sanduová jmenovala novou premiérkou bývalou ministryni financí v její vládě Natalii Gavriliția a parlament vyjádřil 6. srpna novému kabinetu důvěru.
Po invazi na Ukrajinu 24. února 2022 ostře odsoudila ruskou agresi a ubezpečila ukrajinské uprchlíky, že jsou vítáni. Moldavská ústava deklaruje neutralitu, země se proto nepřipojila k sankcím EU proti Rusku. Maia Sanduová zároveň vyzvala ruskou armádu k opuštění Podněstří, konkrétně muničního skladu u vesnice Cobasna, a iniciovala přístup Moldavska do Evropské unie podáním formální žádosti o členství. V říjnu 2022 se v Praze zúčastnila summitu nově vzniklého Evropského politického společenství a pozvala státníky na příští summit společenství, který se uskutečnil 1. června 2023 v Kišiněvě. V návaznosti na probíhající válku v sousední zemi v rozhovoru (leden 2023) uvedla, že Moldavsko může v budoucnu přehodnotit svou neutralitu a že neutralita neznamená upuštění od investic do obrany.